# You Know How We Do It
«You Know How We Do It» es el primer sencillo del álbum Lethal Injection del rapero estadounidense Ice Cube. Este hit de G-funk tiene el mismo tipo de humor y sensación del álbum Predator. En el tiempo en que fue lanzado el sencillo, Dr. Dre y los artistas de Death Row dominaban las radios, previniendo las ventas del álbum. Aunque Lethal Injection no fue bien recibido por los críticos, este sencillo se destacó en el álbum y es considerado un clásico de la West Coast. Después fue relanzado en el compilación de Ice Cube, Greatest Hits. El sencillo alcanzó las 100 fuera del Reino Unido ingresando al top 40. Samplea The Show Is Over de Evelyn Champagne King que también Mariah Carey samplearía en su canción Irresistible (Westside Connection) en su álbum de 2002 Charmbracelet. En las ventas de los EE.UU, la canción alcanzó la posición número 23. El video musical fue filmado en Las Vegas, Nevada, donde se muestra a Ice Cube dentro de un casino y manejando un low-rider.